# Léčebna dlouhodobě nemocných
Léčebna dlouhodobě nemocných (obvyklá zkratka LDN, lidově eldéenka), je v České republice léčebný ústav určený k ošetřování a doléčování pacientů, jejichž zdravotní stav již nutně nevyžaduje lékařskou péči, stále ale vyžaduje ošetřovatelskou péči. LDN, nebo nověji též oddělení následné péče (zkratka ONP) bývá často i součástí nemocnic.

## Historie
Pojmenování LDN pochází z roku 1974. Původní název zněl interní oddělení 2. typu.
V průběhu roku 2008 bylo v léčebnách pro dlouhodobě nemocné hospitalizováno 35 969 pacientů s průměrnou ošetřovací dobou 63,0 dne. Využití lůžek bylo vysoké: 316,6 dní z roku, skutečná lůžková kapacita je využívána z 88,3 %. V tomto roce bylo v Česku 71 zařízení LDN, z nichž bylo 6 státních (5 řízeno Ministerstvem zdravotnictví, 1 Ministerstvem obrany), 13 nestátních (spravovány kraji), 8 městských, a 43 nestátních (zřizovatelem je právnická osoba nebo církev).
Mezi lety 1997 až 2008 počet hospitalizovaných za rok stoupl z 26,25 tisíc na 35,97 tisíc. Průměrná ošetřovací doba se ale zkrátila téměř o 13 dní: z 75,9 na 63.
Všeobecná zdravotní pojišťovna (VZP) udělala v červnu 2009 celoplošné kontroly ve zdravotnických zařízeních typu LDN. Z kontrol vyplynulo, že personální obsazení léčeben odpovídá normám v 91 procentech případů. Konzultace s odborným lékařem v případě rychlého zhoršení stavu není nepřetržitě dostupná asi v 15 % léčeben. Celkem 36 % pacientů LDN bylo ubytováno v jednolůžkových a dvoulůžkových pokojích, 34 % pacientů žilo v třílůžkových pokojích, 10 % pacientů v pokojích s čtyřmi a více lůžky. Dle některých odborníků zpráva VZP ale nereflektovala skutečný stav LDN, jelikož se kontroloři zaměřili jen na část péče a nesledovali dostatek parametrů. Proti výsledkům se ohradila například Asociace sester, Svaz pacientů nebo Česká gerontologická a geriatrická společnost.

## Charakter zařízení

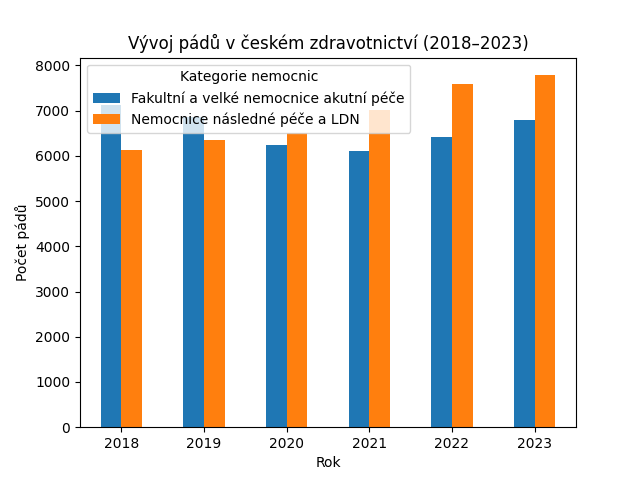
Od roku 2020 obyvatelé českých LDN padají častěji než pacienti tuzemských fakultních nemocnic

Některé LDN jsou samostatné (státní i soukromé), jiné jsou součástí nemocnic.
Některé LDN se svým charakterem do určité míry přibližují domovům důchodců[zdroj?], v jiných jsou převážně ležící pacienti neschopní jakékoliv sebeobsluhy. Průměrný věk pacientů v českých LDN činí téměř 80 let.[zdroj⁠?!] V 90. letech 20. století byla délka pobytu LDN zpravidla omezena na tři měsíce, nyní již zde takové omezení není, avšak i tak většinou pobyt pacienta nebývá delší.
Následná lůžková péče (léčebná, léčebně rehabilitační a ošetřovatelská) je poskytována v nemocnicích[zdroj⁠?!], zejména v nemocnicích následné péče a v odborných léčebných ústavech (včetně lázeňských) pacientům se stanovenou diagnózou, u kterých došlo ke zvládnutí akutního onemocnění a u nichž nelze důvodně očekávat zvrat stability zdravotního stavu vyžadující akutní lůžkovou péči, a to do té doby nebo v těch případech pokud tuto zdravotní péči nelze nebo není účelné poskytovat ambulantně či v  ůžkovém zařízení sociální péče.[zdroj?]

### Úmrtí
LDN často plní i roli hospiců, mnoho pacientů totiž v těchto zařízeních po několika týdnech[rozpor] či měsících umírá.[zdroj⁠?!] V léčebnách dlouhodobě nemocných nastává téměř 10 % všech úmrtí v České republice, zvláště pro oblast geriatrické paliativní péče jsou tak zásadním poskytovatelem. LDN vykazovaly asi třikrát vyšší úmrtnost než pobyty v nemocnicích v roce 2010.

## Vybavení
Součástí pokoje LDN je běžně polohovatelné lůžko, noční stolek a skříň. Součástí bývají také televize, křesla, signalizační zařízení pro personál nebo závěsy pro oddělení více lůžek. K pokojům často také náleží sociální zařízení s umyvadlem, toaletou a sprchou. V zařízení bývají dále velké koupelny, které jsou vybaveny například hydraulickými sprchovacími lůžky.